# Arizelocichla fusciceps
El bulbul cejinegro (Arizelocichla fusciceps) es una especie de ave paseriforme de la familia Pycnonotidae propia de las montañas del sureste de África, desde el suroeste de Tanzania al noreste de Zambia, Malawi y el interior de Mozambique.

## Taxonomía
Fue descrito científicamente, con estatus de especie, en el género Xenocichla. Posteriormente fue trasladado al género Andropadus como una subespecie del bulbul cabecioscuro. En 2007 se reclasificó para incluirlo el recién reinstaurado género Arizelocichla. Posteriormente recuperó la categoría de especie clasificándose como Arizelocichla fusciceps.